# X-Code
X-Code ist ein kooperatives Kartenspiel des Spieleautors Kaspar Lapp, das im Jahr 2018 bei dem Verlag Amigo erschienen ist. Bei dem Spiel müssen die Spieler gemeinsam durch Kartentauschen einen 12-stelligen Code entschlüsseln, wobei sie dafür nur eine begrenzte Zeit haben. Durch das Erfüllen der ersten Trainingsmissionen werden bei dem Spiel weitere Spieloptionen und Regeln freigegeben, wodurch das Spiel auch eine Legacy-Komponente erhält.

## Thema und Ausstattung
Bei X-Code handelt es sich um ein kooperatives Kartenspiel, das als Echtzeitspiel gespielt wird. Ziel ist es, durch Kartentauschen gemeinsam einen 12-stelligen Code zu lösen. Dabei wird die Zeit auf drei Minuten beschränkt, wobei die Zeit durch das Ausspielen von Zeitkarten verlängert werden kann. Thematisch wird das Spiel in der Hackerszene angesiedelt, bei denen die Spieler an Informationen aus dem Darknet kommen müssen.
Das Spielmaterial besteht neben einer Spielanleitung aus 48 Code-Karten, 12 Zeitkarten, 6 Jokerkarten, einem Code-Plan, einem Zeit-Plan, 2 Schlüsseln und einer Sanduhr. Zusätzlich kann ein digitaler Timer als App heruntergeladen werden.

## Spielweise
Vor dem Spiel werden der Code-Plan und der Zeit-Plan in die Tischmitte gelegt. Von den Karten werden drei Joker in die Schachtel zurückgelegt und der Rest der Karten gemischt. Jeder Spieler bekommt drei Karten, die restlichen Karten werden als verdeckter Nachziehstapel auf den Zeitplan gelegt. Die Sanduhr kommt auf das dafür vorgesehene Feld.
Sobald die Sanduhr oder der Timer gestartet wird, beginnt das Spiel. Alle Spieler spielen gleichzeitig und dürfen beliebig oft eine von vier verschiedenen Aktionen durchführen: Eine Karte ziehen, drei beliebige Handkarten auf den Ablagestapel abwerfen, eine Handkarte mit dem linken oder rechten Nachbarn tauschen oder ein 3er-Set ablegen. Während des gesamten Spiels dürfen die Spieler sich nie gegenseitig ihre Karten zeigen, sie dürfen jedoch jederzeit über ihre Karten reden und nach konkreten Karten fragen, um ihre Sets zu vervollständigen.
Wenn ein Spieler eine Karte vom Nachziehstapel zieht, darf er dabei allerdings nie sein Handkartenlimit überschreiten. Diese ist abhängig von der Anzahl der Mitspieler und sobald ein Spieler dies versehentlich doch tut, muss er sofort alle seine Handkarten abwerfen. Wenn der Nachziehstapel aufgebraucht wird, wird der Ablagestapel gemischt und als neuer Nachziehstapel ausgelegt. Um Karten, die der Spieler nicht braucht, loszuwerden, kann er jederzeit drei beliebig Karten offen abwerfen. Da die Spieler Sets sammeln müssen, müssen sie Karten austauschen. Dabei darf jeder Spieler einzelne Karten jeweils mit seinem linken und rechten Spieler Karten tauschen. Dafür legt der Spieler die Karte, die er tauschen möchte, offen zwischen sich und seinen Nachbarn und dieser muss eine Karte offen daneben legen oder den Tausch ablehnen. Es dürfen dabei nur Karten ausgelegt werden, deren Pfeil in die Richtung des Tauschpartners weist; die beiden Pfeile müssen also in entgegengesetzte Richtung weisen. Sobald die beiden Karten zwischen den Spielern liegen, können beide Spieler die Spiele aufnehmen. Joker dürfen nicht getauscht werden.
Wenn ein Spieler ein Set aus drei gleichen Karten auf seiner Hand gebildet hat, kann er dieses offen auf das entsprechende Code-Feld des Code-Plans ablegen und damit eine Zahl des 12-stelligen Codes knacken. Legt ein Spieler ein Set aus drei Zeitkarten auf das entsprechende Feld, dreht er die Sanduhr um und verschafft so dem Team neue Zeit. Eine Jokerkarte kann jede beliebige Karte ersetzen, auch eine Zeitkarte, ein vollständiges Jokerset ist jedoch nicht möglich. Alle ausgelegten Karten bleiben bis zum Spielende auf dem Plan liegen.
Die Spieler gewinnen das Spiel, wenn die Spieler innerhalb der vorgegebenen Zeit auf alle zwölf Felder des Spielplans ein entsprechendes Kartenset abgelegt haben. Läuft die Zeit ab, bevor sie alle zwölf Sets ausspielen konnten, haben sie das Spiel verloren.
Wenn die Spieler das erste Spielziel (das erste „Trainingslevel“) erreicht haben, können sie ein höheres Level mit zusätzlichen Regeln und Einschränkungen spielen. Im zweiten Level wird dabei auf die Joker verzichtet und die Zeitkarten werden auf neun reduziert. Im dritten Level gibt es nur noch sechs Zeitkarten und die Handzahllimite werden um eine Handkarte reduziert. Das vierte Level wird wieder mit sechs Jokern gespielt, die Zeitkarten werden auf drei reduziert und die Spieler müssen 4er-Kartensets bilden. Haben die Spieler alle vier Trainingsmissionen durchgespielt können sie mit einem Schlüssel ein Kartenfach in der Spieleschachtel öffnen, um die Blaue, die Gelbe und die Rote Mission mit weiteren Regelergänzungen zu spielen.

## Versionen und Rezeption

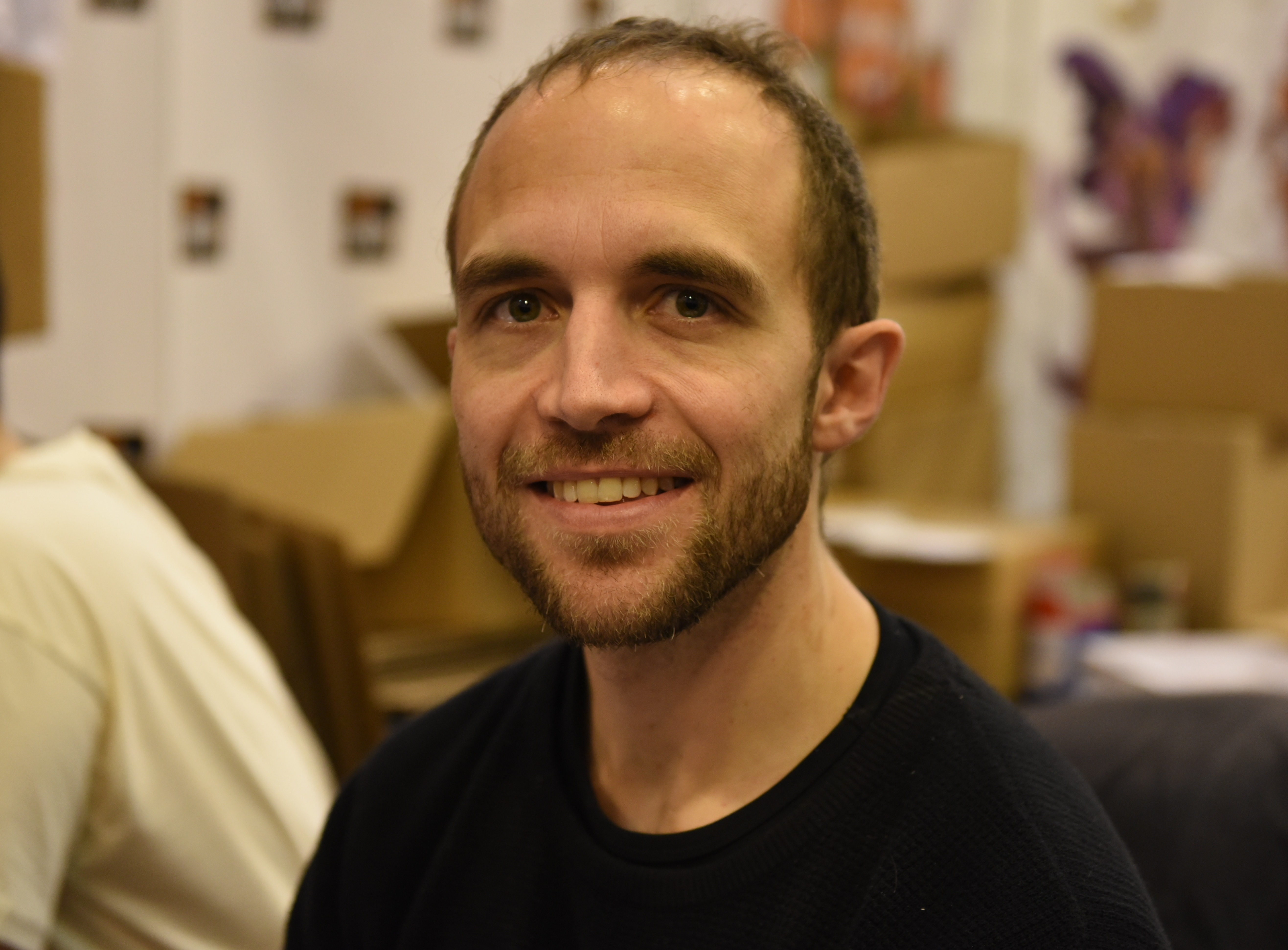
Kasper Lapp auf den Internationalen Spieltagen in Essen 2017

Das Spiel X-Code wurde von dem Spieleautor Kaspar Lapp entwickelt, dessen Spiel Magic Maze 2017 zum Spiel des Jahres nominiert war, und wurde 2018 bei dem deutschen Verlag Amigo veröffentlicht. Die Illustrationen stammen dabei von Barbara Spelger.

## Belege
1. 1 2 3 4 5 6 7 8  Spieleanleitung X-Code, Amigo 2018
2. ↑  X-Code, Versionen bei BoardGameGeek. Abgerufen am 19. Januar 2019.